# كاشار
الكاشار، هو مجتمع مسلم يوجد في ولاية ماهاراشترا في الهند. ويعرفون أيضًا باسم كاشيرا أو شيشغار.

## الأصل
كاشار تسمية مشتقة من كلمة كانش الهندية، والتي تعني الزجاج، وقد شارك الكاشاريون تاريخيًا في صناعة الأساور الزجاجية. لا يُعرف سوى القليل عن أصل المجتمع، بخلاف الإشارات الأولى إلى المجتمع التي تعود إلى القرن الثامن عشر على الأقل. التي عُثر عليها في جميع أنحاء ولاية ماهاراشترا، ويتحدثون الأردية باللهجة الداخانية.

## الظروف الحالية
لا يزال الكاشاريون يمارسون تصنيع وبيع الأساور الزجاجية. بعض كاشار يعملون عمال بالأجرة اليومية. وضعهم الاقتصادي سيء، حيث لا يوجد ربح كبير في صناعة الإسورة. باعتبارهم إحدى المجتمعات الإسلامية الأصغر في ولاية ماهاراشترا ، ليس لديهم تأثير سياسي يذكر. تحتوي مستوطناتهم عادًة على مجلس طبقي، يتعامل مع قضايا رفاهية المجتمع. يتزاوج الكاشار مع بعض المجتمعات الإسلامية المجاورة مثل العطار والفقير وبينجارا، رغم أن معظم الزيجات تكون من ذات المجتمع. وهم مسلمون سنة بالكامل، على الرغم من ممارستهم بعض المعتقدات الشعبية.